# Povo yukpa
Os Yukpa são um povo originario da Sierra de Perijá, nos dois lados da fronteira entre a Colômbia e a Venezuela. Fala uma língua da família caribe.Também são conhecidos pelos nomes de chaqués, macoitas e irokas.
De acordo com Carriage, 3 o etim da palavra «yukpa» é composto por três morfemas: y-kʉ-pa, o prefixo y- ("su") é usado como possessivo em substantivos íntimos, o morfema kʉ, indica masculino, e o sufixo -pa, expressa ser humano.

## Territorio
O antigo território de Yukpa se estendia do vale do rio Cesar até o lago de Maracaibo. Suas terras foram reduzidas pela prática da mineração industrial, que durante o século XX causou fenômenos de desnutrição aguda em massa, que causou múltiplos casos de nanismo, que não ocorrem mais porque as comunidades recebem ajuda alimentar do Estado. No entanto, o território yukpa continua ameaçado pela exploração do carvão e pela colonização para o cultivo da coca e outras culturas ilegais.
Atualmente vivem no estado de Zulia (noroeste da Venezuela) e no departamento de Cesar (nordeste da Colômbia). No sul eles alcançam o município de Becerril (na Colômbia) e até o rio Tukuko (na Venezuela); Ao norte, a população se estende até o rio Chiriamo e a população de San José de Oriente, na chamada Serranía de Valledupar (na Colômbia), e os afluentes do rio Apón (na Venezuela).
Na Venezuela, a maioria das comunidades está estabelecida no sopé da Serra de Perijá, a uma altitude entre 150 e 1300 metros acima do nível do mar. Na Colômbia, eles estão localizados atualmente nas partes mais altas das montanhas, até 1900 metros acima do nível do mar.
Na Colômbia, os territórios Yukpa estão demarcados como "resguardos". Cada resguardo tem como autoridade um conselho maior e cada assentamento comunitário dentro do resguardo é dirigido por um conselho menor. Na Venezuela, estão organizados por "centros pilotos", que são pontos centrais para mobilizar, comercializar e receber diversos serviços do governo, como saúde, nutrição e educação. Sua organização social é regida por caciques ou cabildos.